# Балабанов, Алексей Октябринович
Алексе́й Октябри́нович Балаба́нов (25 февраля 1959, Свердловск, СССР — 18 мая 2013, Сестрорецк, Санкт-Петербург, Россия) — советский и российский кинорежиссёр, сценарист, продюсер. Один из создателей кинокомпании СТВ. Член Европейской киноакадемии.
Автор кинодилогии «Брат» и «Брат 2», а также других известных работ, среди которых «Война», «Жмурки», «Мне не больно», «Груз 200», «Морфий», «Кочегар» и «Я тоже хочу». Обладатель премии «Ника» за режиссёрскую работу в картине «Про уродов и людей».

## Биография
Родился 25 февраля 1959 года в Свердловске. Свою семью Балабанов причислял к «номенклатуре». Балабанов вспоминал, что в 8 классе вместе с отцом побывал на подмосковной даче Министра культуры РСФСР Юрия Мелентьева и был так впечатлён, что захотел жениться на его дочери. 
В 1966—1976 годах Алексей Балабанов учился в средней школе № 2. Во время учёбы в школе каждое лето ездил к родственникам по материнской линии в Одессу и Измаил. В старших классах занимался английским языком с репетитором, который был завучем школы и вырос в Шанхае в семье русских эмигрантов.
После окончания школы поступил на переводческий факультет Горьковского педагогического института иностранных языков.
В 1980 году в группе студентов провел полгода на языковой стажировке в Великобритании. Для разрешения на поездку за рубеж студенты прошли семь ступеней отбора, включая собеседование в ЦК КПСС. В Англию поехали две группы: одна из Горького числом 7 человек, в которую входил и будущий режиссёр, вторая из Минска. Стажёров сопровождал сотрудник КГБ, который плохо владел английским, хотя и представился преподавателем одного из московских институтов; группа из Минска вместе с сотрудником КГБ осталась в Лондоне, а группу из Горького отправили в Манчестер. Балабанов вспоминал, что английские преподаватели общались с ними на равных, приглашали к себе домой, поили чаем и вином. Стажёрам раз в неделю выдавали по 11 фунтов, и Балабанов тратил их на музыкальные пластинки — часть его коллекции можно увидеть в фильме «Жмурки». На двухнедельных  каникулах в Лондоне он впервые увидел скинхедов и подружился с рок-исполнителем Гари Глиттером, в чьей квартире пожил несколько дней. В июне 1981 года окончил институт.

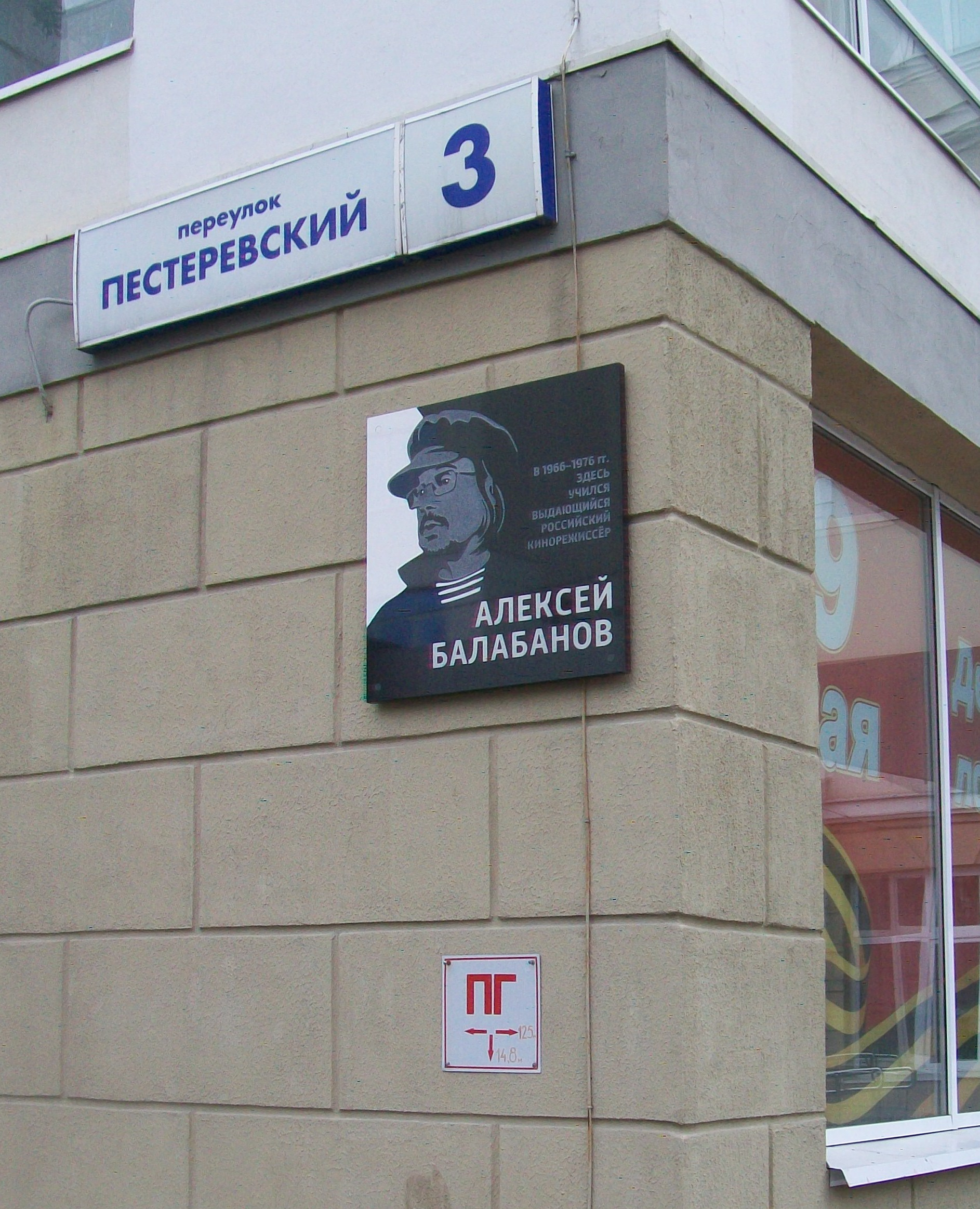
Мемориальная доска на здании гимназии № 2 города Екатеринбурга, где учился Алексей Балабанов

По окончании института был призван в Советскую армию. Служил в звании лейтенанта в 339-м военно-транспортном авиационном полку ВТА ВВС военно-транспортной авиации в должности борт-переводчика в Витебске, летал в Анголу, Эфиопию, Экваториальную Гвинею и Сирию. Незадолго до завершения службы в 1983 году был переведён в Военно-морской флот и направлен переводчиком на верфь по ремонту подводных лодок в Риге. С тех пор его излюбленной одеждой была морская тельняшка.

### Творческая карьера
Алексей Балабанов четыре года работал ассистентом режиссёра на Свердловской киностудии. В 1987 году он поступил на Высшие режиссерские курсы в Москве (экспериментальная мастерская «Авторское кино» Л. Николаева, Б. Галантера) и в том же году снял свой первый игровой фильм – короткометражку «Раньше было другое время». Сценарий фильма был написан за одну ночь. Съёмки проходили в Свердловске. В фильме играла группа Nautilus Pompilius, с лидером которой Вячеславом Бутусовым режиссёр был знаком. В массовке были заняты посетители ресторана. После этого в каждом своём фильме Балабанов снимал непрофессиональных артистов, добиваясь наиболее натурального и убедительного воплощения житейских перипетий своих персонажей посредством художественных образов.
С 1990 года по окончании Высших режиссёрских курсов Балабанов жил и работал в Ленинграде (после 1991 года —  Санкт-Петербург). В 1992 году вместе с продюсером Сергеем Сельяновым он учредил кинокомпанию СТВ, при помощи которой снял большинство фильмов.
Первые два полнометражных фильма режиссёра «Счастливые дни» (по мотивам Сэмюэля Беккета) и «Замок» (экранизация романа Франца Кафки) отличались запоминающимися визуальными решениями и искусной передачей чувств абсурда и клаустрофобии, заложенных в литературных источниках. Однако всероссийскую известность принёс Балабанову фильм «Брат». Фильм стал одной из культовых российских кинокартин 1990-х, а исполнителя главной роли Сергея Бодрова-младшего стали называть героем поколения.
В 1998 году Балабанов поставил фильм «Про уродов и людей» по сценарию, который он написал за пять лет до этого, но не мог реализовать из-за отсутствия финансирования. Несмотря на спорность тематики (фильм рассказывает о производителях порнографии в Российской империи), картина была удостоена премии «Ника» за лучший фильм. А в 2000 году Балабанов снял «Брат 2» — сиквел «Брата», действие которого происходит в Москве и в США. Обвинения в неполиткорректности вызвал и фильм «Война», местом действия которого стал Северный Кавказ во время Второй чеченской войны.

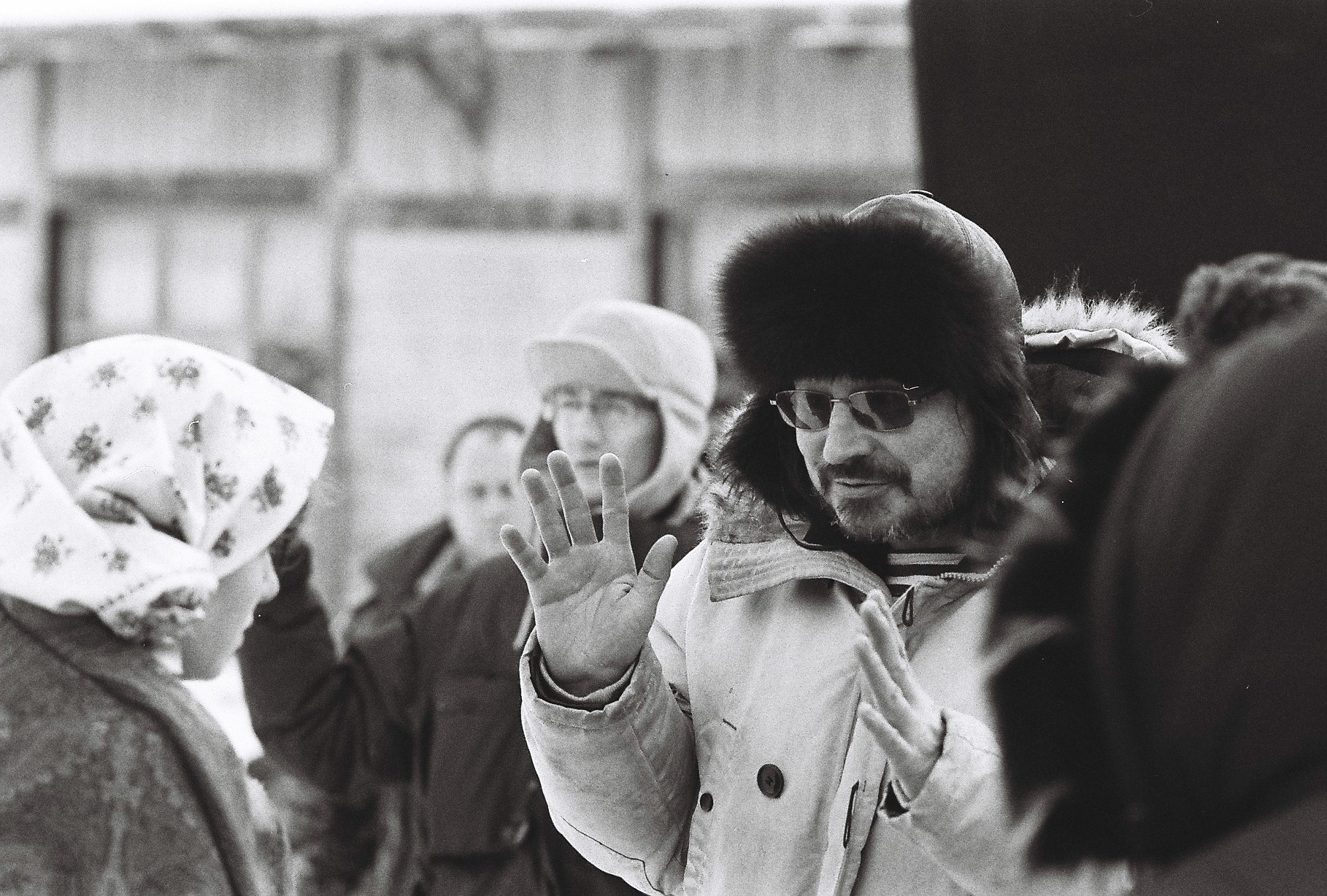
Алексей Балабанов на съёмочной площадке фильма «Морфий»

В 2002 году при сходе ледника Колка в Северной Осетии погибла съёмочная группа фильма Сергея Бодрова-младшего «Связной». Сам актёр был близким другом Балабанова, который участвовал в подготовке фильма и вместе с Бодровым выбирал места для натурных съёмок, с некоторыми другими погибшими кинематографистами Балабанов работал. По многочисленным воспоминаниям, это событие навсегда сломило режиссёра, он открыто заявлял что его жизнь завершилась в тот день.
В 2005—2006 годах Балабанов, изменив сложившийся почерк, снял два «лёгких» фильма по чужим сценариям: криминальную комедию «Жмурки» и мелодраму «Мне не больно». Сергей Сельянов в документальном фильме Юрия Дудя «Балабанов — гениальный русский режиссёр» рассказал, что именно он пришёл с чужими сценариями к Балабанову, чтобы отвлечь его от горя связанного с Колкой. До этого Балабанов снимал фильмы по своим сценариям.
В фильме «Груз 200» автором была натуралистично показана изнанка поздней советской действительности времён афганской войны, страшная и жестокая сторона человеческой натуры, сценарий вызвал отказ ряда известных актёров сниматься в картине. Во многих городах России лента была снята с проката. Позднее был снят фильм «Кочегар» — о ветеране войны в Афганистане. В фильме рассказывается о мести маленьких людей.

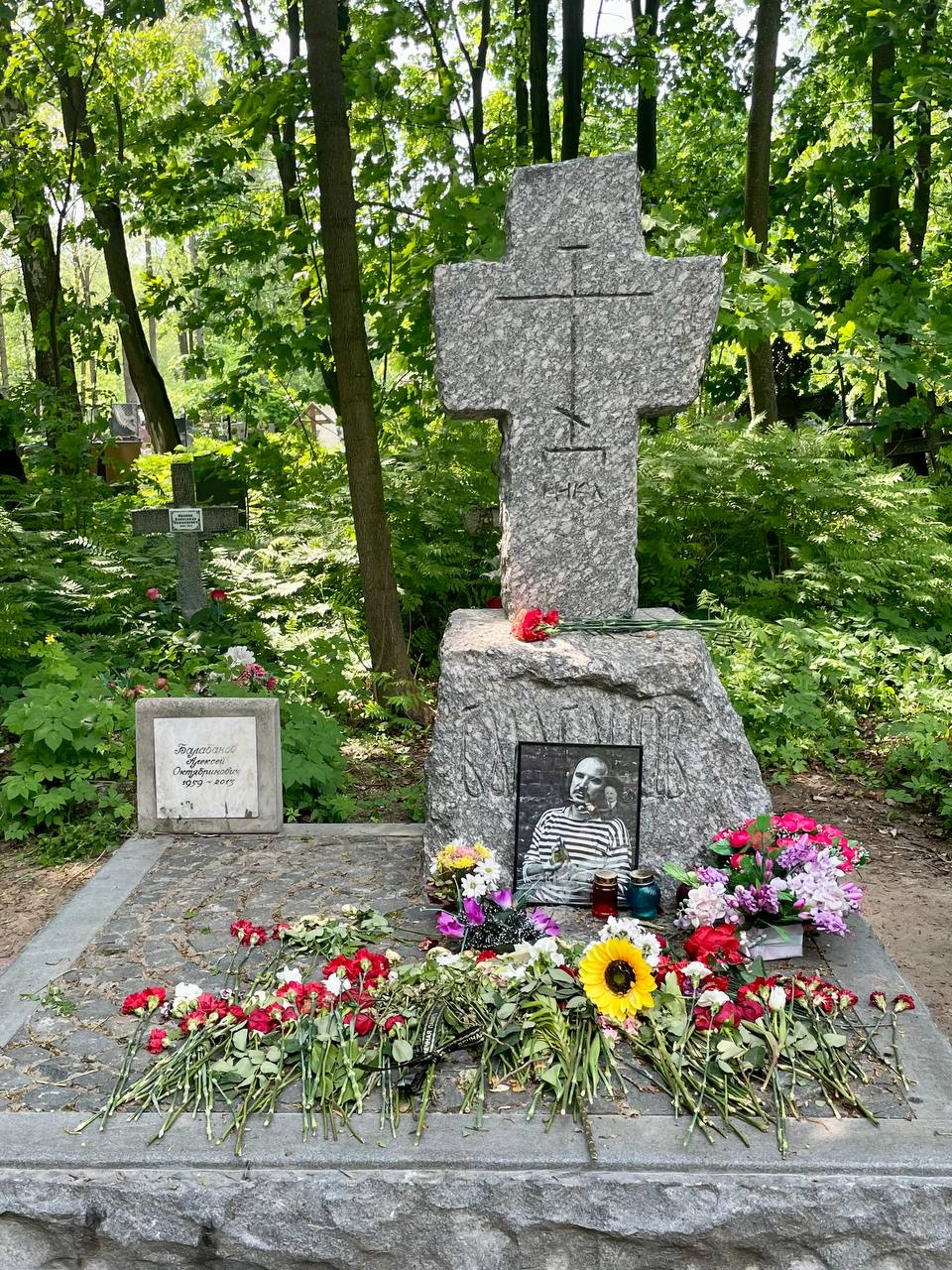
Могила Алексея Балабанова

В последней картине «Я тоже хочу» режиссёр осмысливает проблему ухода человека из жизни и сам появляется в эпизодической роли. С этого времени в интервью он стал намекать на скорую смерть и говорил, что это будет его последний фильм. Однако незадолго до смерти он написал сценарий нового фильма и планировал его съёмки, фильм должен был называться «Мой брат умер».
Балабанов успел снять 14 игровых фильмов, не считая любительских и документальных.

### Смерть
18 мая 2013 года, работая над очередным сценарием в санатории «Дюны» в городе Сестрорецке (Курортный район Санкт-Петербурга), Алексей Балабанов скончался на 55-м году жизни от острой сердечной недостаточности. Смерть наступила около 16 часов. Сценарий своего нового фильма «Мой брат умер» он успел закончить за три дня до смерти.
Отпевание прошло 21 мая 2013 года в Князь-Владимирском соборе, похороны состоялись в тот же день на Смоленском православном кладбище в Санкт-Петербурге. Гражданская панихида на «Ленфильме» по воле режиссёра не проводилась.
В июле 2022 года на могиле был установлен памятник.

## Семья
Отец — Октябрин Сергеевич Балабанов (1930—2008), журналист, киносценарист, главный редактор научно-популярных и учебных фильмов Свердловской киностудии. Похоронен в Санкт-Петербурге на Смоленском православном кладбище.
Мать — Инга Александровна Балабанова, доктор медицинских наук, профессор, с 1972 года директор Свердловского НИИ курортологии и физиотерапии. Имела польские, украинские и молдавские корни и часто ездила за границу. Была депутатом Свердловского горсовета и была хорошо знакома с семьёй Бориса Ельцина — в 1981 году вместе с Борисом Николаевичем ездила в Москву на XXVI съезд КПСС. С 1990 года Инга Александровна работала заведующей отделением физиотерапии в одном из санаториев Анапы.
Первая жена — Ирина Балабанова, окончила философский факультет Уральского университета.
- Сын — Фёдор Алексеевич Балабанов (род. 07.01.1990), экономист по образованию.

Вторая жена — Надежда Александровна Васильева (род. 1962), советский и российский художник по костюмам «Ленфильма». С ней Балабанов познакомился во время работы над фильмом «Замок».
- Сын — Пётр Алексеевич Балабанов (род. в 1995)[36].

## Фильмография
| Год  |     | Название                                             | Роль                                              |
| ---- | --- | ---------------------------------------------------- | ------------------------------------------------- |
| 1987 | кор | Раньше было другое время                             | режиссёр, сценарист, актёр (посетитель ресторана) |
| 1988 | кор | У меня нет друга, или One step beyond                | режиссёр, сценарист                               |
| 1989 | кор | Настя и Егор                                         | режиссёр, сценарист                               |
| 1989 | док | О воздушном летании в России                         | режиссёр                                          |
| 1991 | ф   | Счастливые дни                                       | режиссёр, сценарист                               |
| 1991 | док | Пограничный конфликт                                 | сценарист                                         |
| 1994 | ф   | Замок                                                | режиссёр, сценарист                               |
| 1994 | ф   | Откровения незнакомцу (фр. Confidences a un inconnu) | продюсер                                          |
| 1995 | кор | Трофимъ (новелла в киноальманахе «Прибытие поезда»)  | режиссёр, сценарист, актёр (помощник режиссёра)   |
| 1995 | док | Сергей Эйзенштейн. Автобиография                     | продюсер                                          |
| 1997 | ф   | Брат                                                 | режиссёр, сценарист                               |
| 1998 | ф   | Про уродов и людей                                   | режиссёр, сценарист                               |
| 2000 | ф   | Брат 2                                               | режиссёр, сценарист, актёр (камео)                |
| 2002 | ф   | Война                                                | режиссёр, сценарист                               |
| 2002 | кор | Река (незаконченный)                                 | режиссёр, сценарист, рассказчик                   |
| 2005 | ф   | Жмурки                                               | режиссёр, сосценарист                             |
| 2006 | ф   | Мне не больно                                        | режиссёр                                          |
| 2007 | ф   | Груз 200                                             | режиссёр, сценарист                               |
| 2008 | ф   | Морфий                                               | режиссёр                                          |
| 2010 | ф   | Кочегар                                              | режиссёр, сценарист                               |
| 2012 | ф   | Я тоже хочу                                          | режиссёр, сценарист, актёр (режиссёр)             |

### Видеоклипы
Балабанов выступил режиссёром нескольких видеоклипов:
- Три клипа группы «Наутилус Помпилиус»: 1988 — «Взгляд с экрана», 1992 — «Чистый бес», 1997 — «Во время дождя» (саундтрек к фильму «Брат»)
- 1989: клип группы «Настя» — «Стратосфера»
- 2000: совместно с режиссёром Валерием Макущенко клип группы «Би-2» — «Полковнику никто не пишет» (саундтрек к фильму «Брат 2»)

## Нереализованные проекты
- В 2000 году Алексей Балабанов начал снимать фильм «Река», о колонии прокажённых в Якутии. Однако 21 ноября 2000 года, когда съёмки ещё не были закончены, в автокатастрофе погибла актриса Туйара Свинобоева, которой была отведена главная роль. В 2002 году незавершённый фильм был представлен в виде 49 минут смонтированного материала. «Реку» называли фильмом, который должен был стать главным произведением режиссёра[18]. По словам Михаила Трофименкова, «Река» должна была заставить публику переоценить масштаб Балабанова как мастера мирового уровня[38].
- Алексей Балабанов и Сергей Бодров неоднократно обсуждали возможность съёмок фильма про инопланетян, однако дальше их идей дело не продвинулось[39].
- В 2003 году Балабанов начал снимать фильм «Американец», съёмочный период которого был запланирован на ноябрь-декабрь. Это история про разорившегося американца, приехавшего в Россию в попытке вернуть свои деньги. Главные роли в фильме должны были сыграть Майкл Бин и Алексей Чадов. Ещё одной ключевой фигурой должен был стать музыкант Сергей Шнуров, который вместе с группой «Ленинград» был указан в сценарии. Большинство эпизодов фильма было отснято в Иркутске, а в Норильске Майкл Бин ушёл в запой и сорвал съёмки. Работу над фильмом пришлось прекратить. На судебное разбирательство конфликта Балабанов ездил в Лос-Анджелес[40]. В дальнейшем Балабанов в своих интервью говорил, что доснимать этот фильм не собирается, так как перегорел и дважды в одну реку входить не привык. Но в 2013 году он всё же решил снова взяться за этот фильм и для этого решил переписать сценарий под боксёра Майка Тайсона, но и этот проект он не успел завершить[41].
- Балабанов планировал снять фильм об американце в Сибири в 19-м веке с Брюсом Уиллисом в главной роли[42].
- В 2007 году компания «СТВ» запустила молодёжный проект под названием «Кино». Желающим предлагалось снять пятиминутное видео на цифровую камеру или мобильный телефон, из лучших роликов Балабанов собирался смонтировать картину. Вокруг всех присланных роликов предполагалось написать некоторую связующую историю. Было прислано около 3000 роликов, а отобрал Балабанов всего один. Из этого материала не получилось написать полноценный сценарий, и проект был заброшен[43].
- В планах Балабанова был фильм по собственному сценарию о молодости Иосифа Сталина[44]. Фильм должен был повествовать о бандитской юности Сталина. Для этого Балабанов собирал о нём факты, неизвестные широкой общественности[45].
- Балабанов работал над фильмом, который должен был называться «Мой брат умер»; режиссёр не успел закончить его сценарий[46] (по другим данным, всё-таки закончил[30]). Олег Гаркуша и Рената Литвинова были кандидатами на роли в данной картине[47]. После смерти режиссёра, его семья разрешила опубликовать сценарий в интернете. О планах снять этот фильм объявлял сын режиссёра Фёдор[48].

## Темы и оценки творчества
- «Алчность»
- «Стачка»
- «Земля»
- «Брат якудзы»
- «Бразилия»
- «Андрей Рублёв»
- «Сталкер»[49]
- «Сноровка... и как её приобрести»
- «Бартон Финк»
- «Криминальное чтиво»

Действие большинства фильмов Балабанова происходит в современной России, и в них отражено время, в которое они были сняты. Прорывом в его творческой карьере стала дилогия о Даниле Багрове «Брат» и «Брат 2». Данилу стали называть первым настоящим героем постсоветского кинематографа с собственной мифологией и системой ценностей.
Героями Балабанова часто оказываются аутсайдеры — люди в поиске своего места, неспособные найти гармонию с окружающим миром, оказавшиеся у последней черты. По выражению Ксении Чудиновой, это «волки, загнанные в угол». Они вынуждены взаимодействовать с чуждым им миром через насилие, и в фильмах Балабанова это насилие выражается в различных формах — от криминального до сексуального характера. Ключом к пониманию творчества Балабанова, по мнению кинокритика Андрея Плахова, является трансгрессия, преодоление человеком своего привычного состояния через нарушение принятых норм. Он также назвал Балабанова социальным консерватором, для которого главным становится поиск морали, необходимой обществу, что роднит его с Фёдором Достоевским и Джоном Фордом.
Одним из наиболее талантливых режиссёров России ещё при жизни называл Балабанова Андрей Кончаловский. «Это был странный, неудобный, но с потрясающей внутренней, стержневой структурой человек, — отмечал Никита Михалков, снявшийся у Балабанова в мелодраме «Мне не больно» и в чёрной комедии «Жмурки». – Для меня отражение всегда сильнее луча, а Балабанов никогда не шёл по этой формуле — он шёл по прямой, по лучу», 
Критик Наталья Сиривля, указывая на присущее Балабанову стремление к мифотворчеству, отмечает, что режиссёр «со всем свойственным ему талантом и профессионализмом виртуозно извлекает из зрительской души мощные эмоции отвращения, ужаса и омерзения».
По словам друга Балабанова и продюсера почти всех его фильмов Сергея Сельянова, тот производил впечатление закрытого человека, но на самом деле это был очень искренний, открытый и светлый человек, который «своей деятельностью, своим талантом очень много сделал для страны».

## Награды и премии
- За фильм «Счастливые дни»:
  - 1991: Приз «Грёзы Парижа» на кинофестивале в Заречном
  - 1991: Приз жюри критиков «За создание целостного кинематографического мира и бескомпромиссное следование изначальному авторскому выбору» на кинофестивале в Заречном
  - 1992: Приз за лучший полнометражный фильм на кинофестивале «Дебют» в Москве
- За фильм «Замок»:
  - 1994: Приз жюри киноклубов на кинофестивале «Кинотавр» в Сочи
  - 1995: Специальный приз жюри на кинофестивале «Литература и кино» в Гатчине
  - 1995: Премия им. Г. Козинцева на конкурсе профессиональных премий киностудии «Ленфильм»
  - 1995: Приз «Золотой гвоздь» в номинации «Киноманифест» Международного кинофестиваля молодого кино «Кинофорум»
- За фильм «Прибытие поезда»:
  - 1995: За лучший фильм года — приз кинопрессы
  - 1996: Приз «Кентавр» Международного кинофестиваля «Послание к Человеку» в Санкт-Петербурге
  - 1996: Приз FIPRESCI на кинофестивале «Кинотавр» в Сочи
  - 1996: Приз Гильдии киноведов и кинокритиков на кинофестивале «Кинотавр» в Сочи
- За фильм «Брат»:
  - 1997: Специальный приз жюри Международного кинофестиваля в Котбусе
  - 1997: Приз ФИПРЕССИ Международного кинофестиваля в Котбусе
  - 1997: Гран-при «Золотая медаль» Международного кинофестиваля в Триесте
  - 1997: Специальный приз жюри Международного кинофестиваля молодого кино в Турине
  - 1997: Приз ФИПРЕССИ Международного кинофестиваля молодого кино в Турине
  - 1997: Гран-при кинофестиваля «Кинотавр» в Сочи
- За фильм «Про уродов и людей»:
  - 1998: Гран-при «Фестиваль фестивалей» в Санкт-Петербурге
  - 1998: Специальный приз жюри «За режиссёрский профессионализм и цельное стилевое решение» на кинофестивале «Кинотавр» в Сочи
  - 1998: Гран-при — премия «Золотой Овен»
  - 1998: За лучший игровой фильм «Про уродов и людей» — премия «Ника»
  - 2007: Главный приз «Золотая роза» на кинофестивале «Кинотавр» в Сочи
- За фильм «Груз 200»:
  - 2007: Премия Российской гильдии кинокритиков на кинофестивале «Кинотавр»
  - 2008: Приз кинокритиков Нидерландов (Prize KNF) на Роттердамском кинофестивале
- За фильм «Кочегар»:
  - 2010: Приз «Сталкер» за лучший игровой фильм на Международном Фестивале фильмов о правах человека «Сталкер»
- За фильм «Я тоже хочу»:
  - 2012: Приз «Лучший режиссёр» на Санкт-Петербургском международном кинофестивале
  - 2013: Приз «За лучшую режиссуру» на XXI кинофестивале «Виват кино России!» в Санкт-Петербурге
- 2016: Международная премия «Балтийская звезда» в номинации «Память» (посмертно)[57]

## Память о Балабанове
В 2014 году режиссёр Юрий Быков снял фильм «Дурак» и посвятил его памяти Алексея Балабанова. В фильме присутствует характерный для некоторых работ Балабанова длинный проход главного героя по улице под рок-музыку.
18 ноября 2016 года состоялось торжественное открытие мемориальной доски Алексея Балабанова на здании гимназии № 2, в которой он учился. Автором идеи и спонсором явился врач из города Екатеринбурга — Артём Бершадский. Проект выполнен при содействии Олега Раковича, эскиз таблички выполнен Александром Коротичем.
15 мая 2018 года, за три дня до пятилетней годовщины смерти режиссёра, на платформе YouTube вышел документальный фильм Юрия Дудя «Балабанов — гениальный русский режиссёр».
На телеканале «Культура» показан дипломный фильм Дарьи Иванковой «Алексей Октябринович».
В 2020 году  На «Первом канале» вышел документальный фильм «Алексей Балабанов. Найти своих и успокоиться».
В 2021 году была установлена памятная доска Балабанову в Нижегородском государственном лингвистическом университете имени Добролюбова.
В 2021 году кадры с Алексеем Балабановым вошли в документальный фильм «Нас других не будет», посвящённый памяти актёра Сергея Бодрова-младшего.
В 2022 году в широкий прокат вышел документальный фильм Любови Аркус «Балабанов. Колокольня. Реквием», над которым она начала работать ещё при жизни режиссёра и в котором подробно зафиксирован последний год его жизни.
В 2023 году вышел документальный фильм «Алексей Балабанов. Послесловие…» Константина Смилга. В фильме показана одна из последних бесед с Алексеем Балабановым.
В августе 2024 года Общественный совет по сохранению и развитию культурного наследия Екатеринбурга принял решение об установке памятника Алексею Балабанову возле городского Дворца Молодёжи, рядом с домом режиссёра и школой, в которой он учился. В конкурсе приняли участие 47 авторов, победителем стал эскиз Мейрама Баймуханова, изобразившего кинематографиста сидящим в пустом вагоне трамвая. Установить монумент планируется в середине мая 2026 года.